# Universidad Barry
La Universidad Barry (Barry University en idioma inglés) es una universidad católica privada fundada en 1940 por las Dominicas de la Congregación del Santísimo Rosario. Ubicada en Miami Shores, Florida, un suburbio al norte del Centro de Miami, es una de las universidades católicas más grandes del sudeste y se encuentra dentro del territorio de la Arquidiócesis de Miami.
La universidad ofrece más de 100 programas de estudio, desde grado hasta doctorado, en una serie de áreas, que incluyen: negocios, trabajo social, derecho, enfermería, ciencias de la salud, educación y programas de artes liberales. Compuesta por seis escuelas y dos facultades, la Universidad Barry cuenta con más de 7,000 estudiantes, un campus principal de 54 edificios, un campus filial en Tallahassee, una facultad de derecho en Orlando y 50,000 exalumnos.

## Historia
Barry College fue fundado como una universidad para mujeres por un par de hermanos: el reverendo Patrick Barry, obispo de St. Augustine, y su hermana, la reverenda madre Mary Gerald Barry, OP, entonces priora de Adrian Dominican Sisters. La construcción de lo que entonces era el Barry College for Women comenzó en 1940, en lo que anteriormente había sido "una extensión de vegetación tropical". El lote vacío pronto se transformó en el campus principal en Miami Shores, Florida. El campus original consistió en cinco edificios. La madre Barry sirvió como presidente de la institución en el periodo 1940-1961.
Barry College se convirtió en Universidad Barry el 13 de noviembre de 1981. Barry continúa siendo patrocinado por las Hermanas Dominicas de Adrian. Es una organización independiente 501 (c) (3) y tiene un Consejo de Fideicomisarios independiente.

### Presidentes
La universidad ha tenido seis hermanas como presidente desde su inicio: Madre M. Gerald Barry, 1940-61; Madre M. Genevieve Weber, 1962-63; Hermana M. Dorothy Browne, 1963-74; Hermana M. Trinita Flood, 1974-81; Hermana Jeanne O'Laughlin, 1981-2004; y la hermana Linda Bevilacqua, 2004-presente. La casa madre de las hermanas está en Adrian, Michigan.

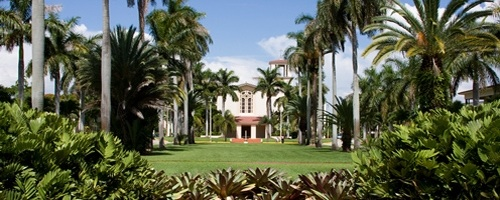
Capilla Cor Jesu

### Capilla Cor Jesu
La Capilla Cor Jesu ("Corazón de Jesús") está destinada a ser el corazón espiritual y físico del campus. Fue financiada con la ayuda de Margaret Brady Farrell, feligresa de la Iglesia de San Patricio en Miami Beach. Poco después de descubrir que la construcción del Cor Jesu fue pospuesta[¿cuándo?] debido a fondos insuficientes, Farrell donó todos los fondos necesarios para completar la construcción de la capilla. En su honor, el edificio de la División de Negocios y Finanzas fue dedicado como "Farrell House".  La capilla está coronada por una torre de 80 pies (24.384 m) con carillones carillón. Tiene capacidad para 500 personas.  Las huellas de la arquitectura románica se pueden ver en el interior de la capilla, que "fue construida en estilo de coro con revestimientos de madera y un dosel sobre el altar". Una vitral de color ámbar, que contiene la imagen de una cruz celta, es visible desde la entrada principal del campus.

## Instalaciones

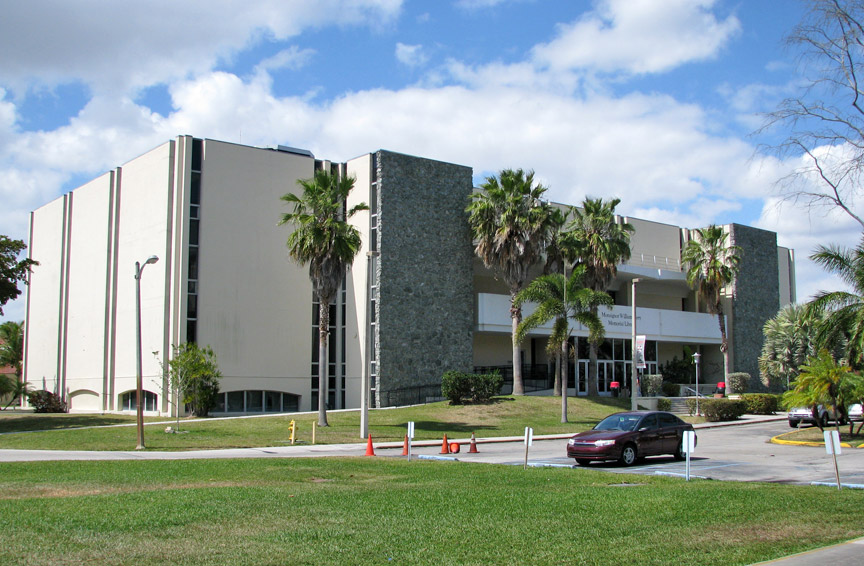
Biblioteca Monseñor William Barry Memorial

El campus principal de Barry se encuentra en Miami Shores, Florida. Ofrece varias clases de educación continua para adultos en otros lugares de Florida. Barry tiene un campus en Orlando que contiene la Facultad de Derecho Dwayne O. Andreas y un campus en San Petersburgo que tiene la segunda rama de su Programa de Asistente Médico.[cita requerida] Barry también tiene un campus en la isla de St. Croix, donde se encuentra una tercera rama de su programa de asistente médico.[cita requerida]
Hay más de 40 edificios en el campus de Miami Shores. Estos contienen laboratorios de tecnología e instalaciones deportivas interiores y exteriores.
La biblioteca monseñor William Barry Memorial contiene más de 710,000 artículos, incluyendo 2,600 títulos periódicos, 5,000 artículos audiovisuales, 150 bases de datos electrónicas, y una "excelente colección católica estadounidense". La biblioteca también contiene una colección de documentos pertenecientes a la Operación Peter Pan.

### Expansión
Mientras que la Universidad Barry es principalmente una universidad de artes liberales, la universidad ha ampliado sus programas de estudio para incluir programas especializados en enfermería, educación de docentes, tecnología médica y trabajo social.
Barry comenzó programas de posgrado para hombres y mujeres en 1954, un programa de educación continua en 1974, una escuela de negocios en 1976, una división de ciencias biológicas y biomédicas en 1983, y una escuela de medicina podológica en el otoño de 1985.
En 1999, se estableció la Facultad de Derecho de la Universidad Barry en Orlando, Florida. La escuela de leyes de Barry se llama Dwayne O. Andreas School of Law.

## Programa académico
Barry ofrece más de 60 programas tradicionales de pregrado, programas de grado acelerado diseñados específicamente para adultos que trabajan y más de 50 programas de postgrado (muchos de estos con clases nocturnas / de fin de semana) en 9 escuelas.

### Escuelas
- School of Arts and Sciences (Escuela de Artes y Ciencias)
- Andreas School of Business (Escuela de Negocios Andreas)
- Adrian Dominican School of Education (ADSOE)[14] (Escuela de Educación Adrian Dominican)
- Dwayne O. Andreas School of Law (Facultad de Derecho Dwayne O. Andreas)
- College of Nursing and Health Sciences (Facultad de Enfermería y Ciencias de la Salud)
- Barry University School of Podiatric Medicine (Escuela de Medicina Pediátrica de la Universidad Barry)
- School of Professional and Career Education (Escuela de Educación Profesional)
- School of Social Work (Escuela de Trabajo Social)

## Actividades estudiantiles

### Deportes
La Universidad Barry se convirtió en miembro de la Sunshine State Conference (SSC) en junio de 1988 y es miembro de la NCAA División II desde 1984. Los Buccaneers han ganado 16 campeonatos nacionales de la División II de la NCAA (fútbol femenino 1989, 1992, 1993, voleibol 1995, 2001, 2004, golf masculino 2007, 2013, 2014, tenis masculino 2010, 2013, 2015, tenis femenino 2011, 2014 y remo 2015, 2016) y 65 títulos de la SSC. Los Bucs han producido 309 All-Americans y 361 Scholar All-Americans.
La SSC patrocina campeonatos en 14 deportes para hombres y mujeres: béisbol, baloncesto masculino y femenino, cross country masculino y femenino, golf masculino y femenino, remo, fútbol masculino y femenino, softbol, tenis masculino y femenino y voleibol femenino".

### Organizaciones estudiantiles

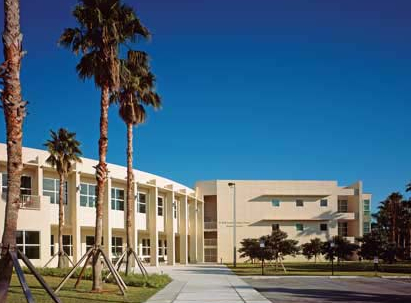
Landon Student Union

La Universidad Barry tiene más de 60 organizaciones estudiantiles, 2 fraternidades y una hermandad, sociedades de honor y un gobierno estudiantil.

### Medios estudiantiles
The Barry Buccaneer es el periódico estudiantil, que va de 8 a 16 páginas y se publica el primer día de cada mes a partir de septiembre y hasta mayo. The Buccaneer sirve como un laboratorio para menores de periodismo. Todo el trabajo, incluida la escritura, edición, publicidad y diseño, es completado por los estudiantes.
WBRY es la estación de radio estudiantil administrada por estudiantes de la Universidad Barry y se emite en la frecuencia 1640 AM. Los estudiantes DJ tocan "todo tipo de música, desde hip hop hasta rock clásico, música clásica y blues del centro de la ciudad". Otra programación incluye espectáculos deportivos, programas de entrevistas y noticias diarias.

### Servicio de Pastoral del Campus
Barry tiene un Servicio de Pastoral en el Campus. Los sacramentos de la Iglesia católica se administran de acuerdo con las directrices de la Arquidiócesis de Miami. Los capellanes protestantes y católicos del campus son empleados de la Universidad. La Comunión Protestante se ofrece mensualmente en «Multi-Faith Services».